# Пиротска буна
Пиротска буна је подигнута 1836. године у Пироту. 

## Повод за буну
Пиротска буна је била оружани отпор народа због глобе и турског зулума а нарочито због повећаног кулука. Често смењивање турске власти у Пироту је довело до неретке експлоатације и неконтролисаног зулума. Сељаци су за своје производе приликом доласка на градско тржиште плаћали специјалне трошарине, таксе, мостарине или скеларине. То је резултирало физичко исцрпљење и касније исељавање пиротског живља из града. Када је за пиротског ајана постављен извесни Махмуд капиџибаша, он је заједно са владиком Нишавске епархије Јеронимом, терорисао народ кулуцима и глобама. Пиротска буна је имала две фазе: прва је почела зулумима и великом емиграцијом у остале делове Србије 1835. године а друга је обележена сукобима.

## Прва фаза буне
Миграције пиротског живља су почеле августа 1835. године. Први који су пребегли у Гургусовац су синови угледног пиротског трговца Хаџи Нешића. Он је био врста повереника за Пирот као и велики пријатељ кнеза Милоша. Његови синови су као разлог за бекство навели велику глобу коју нису могли да дају. Ово бекство је "пробило лед" те су касније пребегла још 24 кмета у остале делове земље. Средином јануара је Хаџи Неша Филиповић такође пребегао. Процењује се да је од 8. јануара до 10. маја побегло више од 700 људи и сви су они изјавили да су побегли због немогуће глобе, кулука и данка. Следеће године је пребегло 1500 људи и прешло у Србију за само прва три и по месеца. Ти људи су махом били задржавани у близини границе у селима Сврљишког и Књажевачког атара. Турци су се уплашили и мислили су да људи беже како би купили оружје и вратили се са покушавајући да се врате натраг на своја огњишта. Кнез Милош је желео да сачува мир те када је чуо ово, писао је пограничним командантима да забране Пироћанцима да купују оружје како не би Турци мислили ружно о њима. Из страха, постављају се Турци да стражаре по селима а кметове из села ајан Махмуд капиџибаша затвара. Пироћанци који се пребегли се труде да покупују што више оружја упркос забрани кнеза Милоша. Кнезов изасланик Аврам Петронијевић и Стеван Стојановић су имали преговоре са мухурдар - ефендијом залажући се да умире обе стране. Пироћанци су имали захтеве: да се из Пирота уклоне ајан и његов истомишљеник владика; да се заведе легално стање уз тачно убирање пореза; да се за ајана постави Хаџи Неша као коџабаша. Преговори су постигнути а захтеви прихваћени. 

## Друга фаза буне
Пратећи Хаџи Нешу, окупило се око 8000 људи са пушкаам те је дошло до сукоба и жртава са обе стране. Сукоб се поновио одмах следеће недеље што је отежало било какво помирење са њима. Турци су се плашили да ће и остала погранична места почети да дизају буне и веровали су да их кнез Милош покреће. Пироћанци су се примирили брзо јер је нови војвода Хаџи Мехмед-бег Серезлија показивао правничност према пиротским Србима. Мир у граду није трајао ни пуна два месеца. Наиме, 14. августа се већ скупила раја код Манастира у Темској који су дошли углавном из Пирота, Нишора и Градашнице. Вођа побуне је био извесни Цветко, бивши полицајац из Књажевца. По народном предању, Цветка је опио један поп је опио Цветка а у међувремену обавестио Турке о намераваном нападу на Пирот. Када је стигао у Пирот видео је Турке који су били запосели Велики мост на Нишави. Ту је била битка где су Турци били надмоћнији. Цветко је утекао према српско-турској граници. Аврам Петронијевић га хвата међутим са Стојановићем и води га у Књажевац а неки дан касније Цветко је убијен у месту Глога . Милош Обреновић је због деликатног понашања и видног учешћа српског живља у бунама, гушио буне најбруталнијим мерама.

## Завршетак буне
Почетком септембра тотално је угашена пиротска буна. Тада је дошла и везирска бујурулдија у Пирот. Многи кметови су у то време пуштени из затвора. 